# 笑撃王
『笑撃王』（しょうげきおう）は、嘉門タツオ（旧名・嘉門達夫）26枚目のオリジナル・アルバム。
2006年4月21日にDAIPRO-Xから発売された。

## 概要
前作『元気が出るCD!!』から半年振りに発売された。63枚目のシングル「働くオジサン宣言 〜関白宣言〜」と同時発売。

## 収録曲
1. SHOW TIME 1
作・編曲：嘉門達夫
2. 俺だけかぁー 2
作詞・作曲・編曲：嘉門達夫
3. チャンポン 〜チャンピオン〜
作詞・作曲：谷村新司、編曲・脚色：嘉門達夫
4. SHOW TIME 2
作・編曲：嘉門達夫
5. 本当にあったコワイ校則
作詞・作曲：嘉門達夫、編曲：中町俊自
6. なごり寿司 〜なごり雪〜
作詞・作曲：伊勢正三、編曲：安藤匠、脚色：嘉門達夫
7. 映画の窓 〜リターンズ〜
作：嘉門達夫
8. ハジャマカラ
作詞・作曲・編曲：嘉門達夫
9. ビミョーにちがう 2
作詞・作曲・編曲：嘉門達夫
10. SHOW TIME 3
作・編曲：嘉門達夫
11. 冬の人妻 〜冬の稲妻〜
作詞：谷村新司、作曲：堀内孝雄、編曲：安藤匠、脚色：嘉門達夫
12. いろんな事を言うヤツラ 2
作詞・作曲・編曲：嘉門達夫
13. SHOW TIME 4
作・編曲：嘉門達夫
14. 働くオジサン宣言 〜関白宣言〜
作詞・作曲：さだまさし、編曲・脚色：嘉門達夫
15. SHOW TIME 5
作・編曲：嘉門達夫